# Bandera del estado Zulia

La bandera del Estado Zulia, en Venezuela, fue decretada como tal el 23 de enero de 1991 por el entonces gobernador del estado Oswaldo Álvarez Paz.

## Historia
José Bauza (Asamblea Legislativa del Estado Zulia), Lic. Luis Tirado (Academia de Historia del Zulia), Lic. Aquilina Morales (Universidad del Zulia) y el general Néstor Lara (Fuerza Armada Nacional), se aboca a decidir y calificar sobre los proyectos y propuestas presentadas; en total fueron 403.

## Elección
En la primera selección, calificaron 21 propuestas y dentro de este grupo el jurado, el 29 de octubre de 1990, se inclinó hacia el diseño presentado por José Antonio Urdaneta, trabajador y artista zuliano.
La bandera del Zulia fue decretada oficialmente como tal el 23 de enero de 1991, según el decreto N.º 231 del Gobernador Dr. Oswaldo Álvarez Paz y se enarboló por primera vez el 28 de enero de ese mismo año, fecha aniversaria de la Declaración de Independencia de la Provincia de Maracaibo del Imperio español.
Dicha bandera es representada por una franja superior de color azul (representando las aguas del Lago de Maracaibo) y una inferior de color negro (representa la riqueza petrolera), con un sol radiante en el centro (identificando a Maracaibo, capital del Estado, como la ciudad del sol amada) cruzado por un rayo (representa al Relámpago del Catatumbo, quien da una emblemática demostración del poder de la naturaleza).

## Decreto
República de Venezuela
Gobernación del Estado Zulia

DECRETO Nº 231

GOBERNADOR DEL ESTADO ZULIA
 
En uso de las atribuciones que le confiere el Artículo 63º de la Constitución del Estado Zulia y el Artículo 2º de la Ley Orgánica del Régimen Político,
Decreta: 
1. Se instituye como Bandera del Estado Zulia, la declarada ganadora en el concurso convocado para escogerla diseñada por el Señor JOSÉ ANTONIO URDANETA ANDRADE, formada por colores azul y negro, en franjas unidas, iguales y horizontales, en el orden que queda expresado, de superior a inferior; en el medio un sol amarillo que ocupa las mitades de las franjas azul y negro atravesado por un rayo blanco en diagonal quebrada que forma alternativamente ángulos entrantes y salientes; cuyas puntas están dirigidas al extremo superior izquierdo a inferior derecho.
2. Se instituye como “DÍA DE LA BANDERA DEL ESTADO ZULIA”, el 28 de enero de cada da año cuando obligatoriamente todo el ámbito de la Región Zuliana será un solo templo para rendirle homenaje.
3. La Bandera del Estado Zulia que usará la Gobernación y las demás instituciones públicas oficiales, estatales, a diferencia de las que no lo son, llevarán el escudo del Zulia en el extremo superior cercano al asta.
4. Los Secretarios de Gobierno y Educación quedan encargados de la ejecución del presente Decreto.

Registrese, comuníquese y publíquese. 
Dado, firmado, sellado y refrendado en el Palacio de Gobierno del Estado Zulia, en Maracaibo, a los veintitrés días del mes de enero de mil novecientos noventa y uno.

Años: 180º de la Independencia y 131º de la Federación. 
L.S. (FDO. ) GOBERNADOR DEL ESTADO ZULIA
Refrendado;

L.S. (FDO. ) 
SECRETARIO DE GOBIERNO 
Refrendado; 

L.S. (FDO. ) 

SECRETARIO DE EDUCACIÓN